# Cayo Confites
Cayo Confites is een eilandje aan de noordzijde van Cuba. Het ligt net boven Nuevitas in de provincie Camagüey. De oppervlakte bedraagt ongeveer 0,3 km². Er is een permanente bewoning door technici en de zeeverkeersleiding van het Oud-Bahamakanaal.

## Geografie
Het eiland behoort tot de Jardines del Rey archipel, en bevindt zich ten oosten van Cayo Cruz in de Atlantische Oceaan. Het is een klein eiland: 'niet langer dan drie stadsblokken en slechts één stadsblok breed'. Het bestaat uit zand op een ondergrond van koraal. Er staat een vuurtoren. Het eiland lijkt op een rotsachtige bergkam met weinig vegetatie.

## Geschiedenis

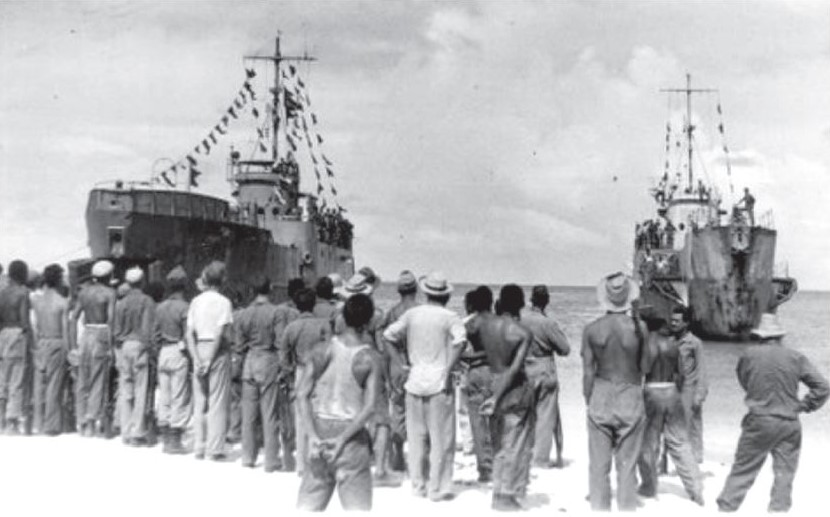
schepen op het strand van Cayo Confites, 1947

Het eiland raakte bekend door de militaire basis die onderdak bood aan een opstandelingenleger dat zich hier in 1947 voorbereidde om te vechten tegen Rafael Trujillo: de expeditie van Cayo Confites.
In de na-oorlogse periode verzetten zich verschillende buurlanden tegen Trujillo's dictatoriale regime en bedachten een plan om zijn regering omver te werpen. Rámon Grau, de president van Cuba, ondersteunde de actie. Trujillo kwam echter achter de plannen en dreigde om Santiago de Cuba en Havana te bombarderen. Daarop beval het Cubaanse leger om de acties te stoppen en de wapens in te leveren. De Amerikaanse piloten die deel uitmaakten van de opstandelingen kregen bevel om naar de USA terug te keren. Hiermee kwam een einde aan de acties. Op zijn hoogtepunt bivakkeerden 1200 manschappen op het eiland.

## Scheepvaart
Vanop het eiland wordt het scheepvaartverkeer dat gebruikt maakt van het Oud-Bahamakanaal geleid. Het kanaal is een zeestraat met een breedte die terugloopt tot 16 km ter hoogte van Cayo Confites en een lengte van 160 km. Aan de noordzijde wordt zij begrensd door de Bahama Bank. Het kanaal werd door Alonso Valiente in de 16de eeuw ontdekt. Het is het drukbevaren door cruiseschepen. Nabij het eiland is een ankerzone voor de beroepsvaart.